# Renato Corte Real
Renato Côrte Real (Campinas, 6 de outubro de 1924 — São Paulo, 9 de maio de 1982) foi um ator e comediante brasileiro, pai do ator Ricardo Côrte Real.

## Biografia
Na década de 1950, Renato Côrte Real participou de um programa de calouros imitando uma garota-propaganda e, a partir daí, se tornou um profissional do humor. Participou de todos os programas importantes de humor na televisão, nas décadas de 60 e 70, como Papai Sabe Nada, Grande Show União, Corte Rayol Show, Alegria 81, Alô Brasil, Aquele Abraço, Faça Humor, Não Faça Guerra e Satiricom, estes dois últimos ao lado de Jô Soares.
Foi o criador do quadro humorístico Epitáfio e Santinha, inicialmente estrelado por ele e Nair Bello no programa Grande Show União, em 1961, na TV Record, e baseado na antiga história em quadrinhos Pafúncio e Marocas. O quadro voltou ao ar no programa Zorra Total, com os mesmos textos escritos por ele há mais de 40 anos e seu papel interpretado por Rogério Cardoso. Fez muito sucesso também como "o presidiário" que, quando era avisado da visita da mulher tapada (interpretada por sua esposa na vida real), dizia para o carcereiro Nelson (que chamava de Nérso, interpretado pelo Nelson Turini): "Fala pra ela que eu saí!".
Renato foi um dos pioneiros do SBT, participando do primeiro programa humorístico do recém-criado canal, o Reapertura. O artista era contratado da emissora quando morreu aos 57 anos, vítima de câncer no fígado e no pâncreas. Foi enterrado no Cemitério da Saudade, em Campinas.

## Prêmios e indicações

### Troféu Roquette Pinto
| Ano  | Categoria                   | Indicação         | Resultado |
| ---- | --------------------------- | ----------------- | --------- |
| 1963 | Melhor Teleator Humorístico | Renato Corte Real | Venceu    |